# Nikolái Storonski
Nikolái Nikoláievich Storonski (en ruso: Николай Николаевич Сторонский) (Moscú, 21 de julio de 1984) es un empresario ruso nacionalizado británico, fundador y director ejecutivo de la startup Revolut.

## Biografía
Su padre, Nikolái Mironóvich Storonski (en ruso: Николай Миронович Сторонский), es el director general Adjunto del departamento de ciencias de Gazprom Promgaz.
Storonski se graduó con un Máster en Física por el Instituto de Física y Tecnología de Moscú. Completó otro máster en economía en la New Economic School de Moscú.
Antes de fundar Revolut, trabajó en Credit Suisse y Lehman Brothers. Fundó Revolut junto con Vlad Yatsenko, un desarrollador de software ex-Credit Suisse y Deutsche Bank, amasando 3.5 millones de dólares en varias rondas de inversiones.
En una entrevista con Forbes afirmó: «La idea de negocio me vino hace tres años. Entonces viajaba mucho y malgastaba cientos de libras esterlinas en transacciones en moneda extranjera y comisiones de intercambio de moneda. Al tener una formación académica en economía sabía exactamente cuánto tendría que pagar en comisiones. Intenté buscar una tarjeta multidivisa pero me dijeron que no era posible. Desde entonces me dedico a que sea posible».